# Helictopleurus vadoni
Helictopleurus vadoni là một loài bọ cánh cứng trong họ Bọ hung (Scarabaeidae).